# اچ‌ام‌اس سوپرب (۱۷۳۶)
اچ‌ام‌اس سوپرب (۱۷۳۶) (به انگلیسی: HMS Superb (1736)) یک کشتی بود که طول آن ۱۴۴ فوت (۴۳٫۹ متر) بود.